# Głuchołazy (gromada)
Głuchołazy (pocz. Głuchołazy Wieś) – dawna gromada, czyli najmniejsza jednostka podziału terytorialnego Polskiej Rzeczypospolitej Ludowej w latach 1954–1972.
Gromady, z gromadzkimi radami narodowymi (GRN) jako organami władzy najniższego stopnia na wsi, funkcjonowały od reformy reorganizującej administrację wiejską przeprowadzonej jesienią 1954 do momentu ich zniesienia z dniem 1 stycznia 1973, tym samym wypierając organizację gminną w latach 1954–1972.
Gromadę Głuchołazy Wieś z siedzibą GRN w mieście Głuchołazach (nie wchodzącym w skład gromady) utworzono 31 grudnia 1959 w powiecie nyskim w woj. opolskim z obszarów zniesionych gromad Konradów i Bodzanów w tymże powiecie. Dla gromady ustalono 27 członków gromadzkiej rady narodowej.
1 stycznia 1969 do gromady Głuchołazy włączono wsie Nowy Las i Charbielin ze zniesionej gromady Nowy Las w tymże powiecie; równocześnie z gromady Głuchołazy wyłączono wieś Jarnołtówek, włączając ją do gromady Moszczanka w powiecie prudnickim w tymże województwie.
Gromada przetrwała do końca 1972 roku, czyli do kolejnej reformy gminnej. 1 stycznia 1973 w powiecie nyskim reaktywowano zniesioną w 1954 roku gminę Głuchołazy.